# Sääksjärvi (sjö i Nyland)
Sääksjärvi är en sjö i Mäntsälä kommun i Finland.   Den ligger i landskapet Nyland, i den södra delen av landet, 50 km nordost om huvudstaden Helsingfors. Sääksjärvi ligger 71,7 meter över havet. Arean är 40,4 hektar och strandlinjen är 3,33 kilometer lång. Sjön  ingår i Borgå å huvudavrinningsområde.   I omgivningarna runt Sääksjärvi växer i huvudsak blandskog. Den sträcker sig 0,6 kilometer i nord-sydlig riktning, och 1,1 kilometer i öst-västlig riktning.